# Fiat 522
La Fiat 522 è un'autovettura di gamma medio-alta prodotta dalla Fiat dal 1931 al 1933.

## La vettura

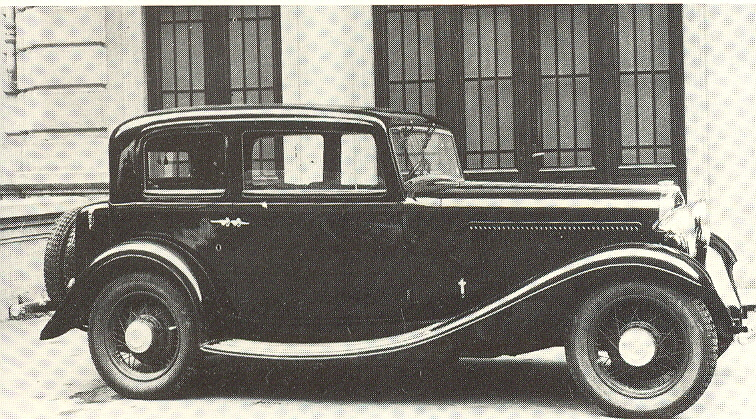
Fiat 522 S Sport

Presentata il 16 aprile 1931 al IV Salone dell'Auto di Milano, rimpiazzò la Fiat 521 e fu venduta con tre versioni differenti, contraddistinti da una diversa lunghezza del telaio. Furono denominate 522 C (versione corta), 522 L (versione lunga) e 522 S Sport (versione sportiva).
Questa automobile fu dotata, in anteprima italiana, di freni idraulici a doppio circuito e di un cambio a 4 marce manuali con terza e quarta sincronizzate. Montava un motore monoblocco a sei cilindri in linea a valvole laterali di 2516 cm³ di cilindrata erogante 52 CV di potenza (65 CV la versione sportiva, con rapporto di compressione maggiorato e carburatore Solex doppio corpo). I freni erano sulle quattro ruote, mentre il freno di stazionamento era sull'albero di trasmissione. L'accensione era a batteria. Era a trazione posteriore, e fu venduta in tre differenti versioni, berlina (due e quattro porte), torpedo (quattro porte), cabriolet (due e quattro porte) e coupé (due porte).
Furono costruiti in totale 7360 esemplari (di cui 4706 "C", 1922 "L" e 722 "S"). Con questa vettura e con la Fiat 524 la casa automobilistica torinese inaugurò un nuovo logo, rettangolare a sfondo rosso con lettere d'oro (fu usato nel 1931 e nel 1932).
La 522 L raggiungeva la velocità massima di 95 km/h, mentre la 522 C i 105 km/h e la 522S i 115 km/h.
Fu anche costruita una versione CSS con rifiniture eleganti, che possedeva un motore con un rapporto di compressione elevato e doppio carburatore.
La FIAT propose al salone di Ginevra del 1932 la versione 522 S Sport, che aveva un telaio con passo intermedio tra la Fiat 522 C e la Fiat 522 L, e fu commercializzata a due e quattro porte. Furono costruiti 722 esemplari.